# Odenses historie
Odense har en lang historie begyndende med jernalderbebyggelser i Odenses udkant og senere med vikingetidsborgen Nonnebakken. Den skriftlige historie kan føres tilbage til år 988, hvor Odense omtales første gang. 
Odense ligger på ruten mellem Jylland og Sjælland og har længe tjent som trafikknudepunkt til lands – men også til vands, hvor byen har været mellemstation på søvejen mellem Aarhus og det østlige Sjælland og Skåne.

## Vikingetid og det ældste Odense
Navnet Odense tyder på oprindelse i vikingetiden. I vikingetiden lå der en hedensk helligdom, en vi, i området, og byens navn kommer formentlig af helligdommens navn, Odins Vi. Dette navn er så senere udviklet i flere trin til byens nuværende navn.
Også i vikingetiden gjorde Odenses placering mellem Sjælland og Jylland byen vigtig, og der lå en ringborg, Nonnebakken, som blev bygget i 980'erne af Harald Blåtand. Trelleborgenes funktion er omdiskuteret men viser under alle omstændigheder, at Odense tidligt havde strategisk vigtighed.
Den første skriftlige omtale af Odense der kendes stammer fra et kirkeligt dokument fra 18. marts 988, der nævner Odense som Danmarks fjerde bispedømme. Omtalen er interessant, fordi et sted kun kan få bispestatus, hvis det er en by. Odense har derfor eksisteret i 988 og haft en kirke. I dag regnes byen som væsentlig ældre, da bebyggelse er påvist fra slutningen af 700-tallet. Senest omkring år 900 kan der tales om en egentlig by. Fra ca. 1000 var Odense bispesædet for biskoppen i Fyns Stift, og de første indehavere af embedet var Reginbert (ca. 1018-35) og Eilbert (1062?-1072).

## 1086-1536: Middelalderen
I 1086 blev kong Knud den 4. (senere kendt som Knud den Hellige) dræbt i den gamle Sankt Albani Kirke, hvilket markerer slutningen på vikingetiden og begyndelsen på den tidlige middelalder i Odense.
Drabet på Knud er den tidligste og en af de mest fremtrædende begivenheder i Odenses historie og er beskrevet af munken Ælnoth. Knuds død og de pilgrimme hans helgenkåring (i år 1100) medfører skaber mulighed for Odenses vækst. Knud indgår i Odenses byvåben, der kendes fra 1460, men som sikkert er ældre. 
Odense bliver i løbet af middelalderen et gejstligt centrum med mange kirker og klostre. Klostrene var meget betydningsfulde, og nogle af dem ejede meget jord både inden for og uden for byen.
Det 13. århundrede var i dansk historie en urolig periode, og det prægede også Odense. I 1247 blev Odense delvist ødelagt af borgerkrig, og byen og domkirken brændtes af i forbindelse med holstenernes hærgen. I samme periode kom nye religiøse grupper til byen og etablerede sig. Dominikanerordenen (ca. 1239), Franciskanerordenen (1279) og Johanniterordenen (tidligst nævnt 1280) fik alle klostre i Odense i løbet af 1200-tallet.
I midten af det 14. århundrede påvirkedes Odense af flere store begivenheder. Fyn var pantsat til de holstenske grever omkring 1340 af Christoffer 2. for at finansiere kongens ambitioner i Tyskland. Valdemar Atterdag fik det østlige Fyn og Odense på danske hænder igen i 1348. Et eksempel på den stærke tyske indflydelse kan ses i, at de ældste bevarede købstadsrettigheder er givet af en tysk greve Gerhard 3. af Holsten i 1335. I disse byprivilegier nævnes ældre privilegier givet af ældre danske konger – men de er desværre ikke bevarede. Holstenerne havde Næsbyhoved Slot som base, mens de styrede Fyn, og slottet blev lensmandens borg og en magtfaktor i Odense.
Pesten, den sorte død, ramte i årene 1348-1350 Danmark og krævede også sin del af Odenses befolkning – næsten en tredjedel.

Byen blev stærkere og rigere i det sene 1400-tal og løsrev sig mere fra den gejstlige dominans. Rådhuset på Flakhaven nævnes for første gang i 1480, og da Christian 1. i 1477 stadfæster byens love, sætter han sit segl ved et styrket borgerligt Odense, samtidig med at kongemagten også gør sin indflydelse gældende – muligvis foranlediget af uro i de gejstlige rækker. I midten af 1400-tallet opfindes bogtrykkerkunsten, og i 1482 tryktes i Odense de to første kendte bogtrykte bøger i Danmark. Det skete på foranledning af biskoppen i Odense Karl Rønnow, der indkaldte den omvandrende tyske bogtrykker Johann Snell til at trykke et breviar – også benævnt Breviarium Ottoniense. Samtidig med dette officielle, kirkelige værk trykte Snell også en lille beretning på latin om tyrkernes belejring af Rhodos i 1480 – formentlig som en letomsættelig salgsartikel. 
Omkring år 1500 flyttede dronning Christine, kong Hans' hustru, sit hof til Næsbyhoved Slot og Odense, hvor hun købte en gård. Det medførte en opblomstring af byen, da forbruget og aktiviteten øgedes, samtidig med at flere kom rejsende til med ærinde ved dronningens hof. Det bedste eksempel på den øgede aktivitet er kunstneren Claus Bergs virke ved Christines hof. Dronningens ankomst udfordrede det traditionelle magtcentrum i Odense; biskoppen. Fra 1501-29 var biskoppen på Fyn Jens Andersen Beldenak, som dronning Christine havde store konflikter med.
I det hele taget var 1500-tallet en periode med gode tider for Odense. Der var store købmandsgårde, som lå bag forhusene på byens vigtigste og store gader, Vestergade, Overgade og Nørregade, hvor byens mest velhavende og indflydelsesrige borgere havde til huse. De dårligere stillede boede i sidegaderne og gyderne.

### Klostre og kirker
I middelalderen var Odense præget af mange kirker og klostre og katolicismen, som de var tilknyttet. I 1200-tallet voksede antallet af kirker og klostre og var i det hele taget en ekspansionsperiode for kirkelivet, hvor sognene også fastlagdes.
Byens domkirke, Sankt Knuds Kirke (Odense), opførtes i slutningen af 1200-tallet og afløste en betydeligt ældre frådstensbygning, hvis rester stadig kan ses i Skt. Knuds Kirkes krypt. Det kloster, der fungerede sammen med domkirken, hed Skt. Knuds Kloster og blev et af de rigeste i Odense. De første benediktinermunke kom til Odense fra England i slutningen af 1000-tallet og vedligeholdt i mange år den engelske indflydelse i klosterlivet.. Tårnet kom først til i 1558.
Odense har to endnu stående middelalderlige sognekirker; Vor Frue Kirke (Odense) og Sankt Hans Kirke. Den tredje, Skt. Albani Kirke, eksisterer ikke mere.
Vor Frue Kirke har afløst en ældre kirke af kvadersten på samme sted, hvor den nuværende teglstenskirke opførtes i midten af 1200-tallet.  Til Vor Frue Kirke hører en lille murstensbygning, der siden 1528 har tjent som skole, klokkerbolig og ligkapel. Skolen har rødder tilbage til 1300-tallet. Provsten i Odense har siden 1308 været knyttet til Vor Frue.
Sankt Hans Kirke er også fra 1200-tallet og blev kaldt Sankt Mikkels Kirke (efter Ærkeenglen Mikael) indtil reformationen. Navnet Skt. Hans stammer fra de johannitermunke, der overtog kirken i slutningen af 1200-tallet og byggede et kloster omkring det. Der boede mange adelige i Nørregadekvarteret, og flere af Skt. Hans sidekapeller er bygget af kirkens aristokratiske naboer. 
Af andre større klostre i Odense kan nævnes Gråbrødre Kloster, der ligger ved den nuværende Ove Sprogøes Plads. Dette var drevet af franciskanermunke og var stærkt favoriseret af dronning Christine, mens hun boede i Odense. Desuden lå Sortebrødre Kloster, et dominikanerkloster, i den østlige del af Odense. Der var en Sankt Jørgensgård for de spedalske, og for ikke-spedalske virkede klostrene som de første hospitaler. I 1200-tallet kom tiggermunkeordnerne til, og disse måtte ikke eje andet jordisk gods end det kloster, de boede i.

### Størrelse og afgrænsning
Odenses ældste bebyggelse var centreret omkring Albani Kirke. Centrum har lige siden ligget på nordsiden af åen, og det var først meget senere, at bebyggelsen spredte sig syd for Odense Å. En by var i middelalderen en afgrænset enhed, så Odense var omgivet af anlagte vandfyldte grave, hegn og porte. Der har nok ikke været tale om en decideret befæstning men om en afgrænsning, der gjorde, at al trafik kom ind gennem byportene, så byen kunne regulere tilgangen og opkræve told.
Odense Å udgjorde således byens sydlige grænse. Den østlige grænse var også relativt fast, mens udvidelserne i Odense skete mod vest og nord i løbet af middelalderen, fx langs Nørregade.
Odenses karakter af trafikknudepunkt på ruten fra bælt til bælt har præget byen, og specielt de øst-vest gående gader er i nogle tilfælde ligeså gamle som byen selv. Vestergade kendes tilbage fra 1285 og Overgade fra 1433, men de har begge sandsynligvis været i brug siden Odenses allerførste bebyggelse. Arkæologiske undersøgelser tyder på, at der allerede var vejbelægning på Overgade midt i 1000-tallet.  Bymidtens gader og stræder havde et stærkt middelalderpræg indtil det store gadegennembrud i 1960’erne. Byportene nedlagdes i 1850'erne.

## 1536-1660: Reformation, rigdom og renæssance
Reformation, rigdom og renæssance er afgrænset af de tredobbelte plyndringer i forbindelse med grevens fejde (1534-1536) og svenskekrigenes hårdhændede besættelse og enevældens indførelse ca. 1660.
1500- og 1600-tallet var generelt en økonomisk opgangsperiode for Odense. Selvom det er svært at fastslå, præcis hvor mange indbyggere der har været i Odense i perioden, så kan man med basis i skatteydere skyde på at Odense voksede fra ca 3.000 indbyggere omkring 1570 til ca. 4.000 midt i det 17. århundrede.

### Reformationen
I årene op til grevens fejde og reformationen i Danmark var der religiøs uro rundt omkring i Danmark og således også i Odense, selv om den konservative by blev senere berørt end andre byer.
Den ivrige lutheraner Jørgen Jensen Sadolin blev indsat som prædikant, da biskop Knud Henriksen Gyldenstjerne tog til Norge for at lede Frederik 1.'s flåde mod Christian 2. 
Sadolin indførte næsten egenhændigt en luthersk kirkeordning for hele Fyn ved landemodet i Odense den 27. maj 1532, hvor han præsenterede en fordansket udgave af Martin Luther katekismus. Klostrene og de stærke katolske institutioner i byen bestod dog, og vejrede ved udbruddet af grevens fejde morgenluft.
Under grevens fejde i 1534 tilsluttede den fynske adel sig i juli til den jyske lavadels beslutning på mødet i Ry om at vælge hertug Christian som ny konge i Danmark. Adelen havde imidlertid gjort regning uden vært, og bønder og borgere over hele Fyn gjorde oprør og plyndrede adelens gårde og bispegården i Odense.
Odense blev midtpunkt i de følgende års kampe, og blev plyndret tre gange i løbet af grevens fejde. 
Kong Christian 3.'s tropper plyndrede i juli 1534 byen da de slog oprøret ned, men allerede i august blev Odense generobret af grev Christoffer af Oldenburg. Da Christian 3. i marts 1535 gik i land på Helnæs sluttede Odense og en række andre fynske byer sig til hans sag – hvilket endte med at Odense blev plyndret endnu en gang af grevelige tropper som straf for overgangen til Christian 3.. Den 11. juni 1535 blev grev Christoffers tropper og bondehæren slået på Fyn af Johan Rantzaus og Christian 3.'s hær ved slaget på Øksnebjerg, og Odense faldt endegyldigt i kongens hænder. Under krigen blev Næsbyhoved Slot ødelagt og aldrig senere genopbygget. 
Christian 3.'s sejr i fejden afgjorde også byens religiøse fremtid, der nu blev lutheransk efter reformationen i 1536. Den første lutherske biskop over Fyn var Jørgen Jensen Sadolin. Odense var som før nævnt stærkt præget af klostervæsenet, men det mindskedes væsentligt efter fejden – alle tiggermunkeordenerne blev fordrevet, mens herreordnernes arbejde fortsatte indtil de sidste munke var døde. Klostrenes vidtstrakte ejendomme blev lagt ind under kronen. 
Flere kirker blev overflødige, og eksempelvis Albani Kirke blev sløjfet. Skt. Hans Kloster erstattede Næsbyhoved Slot som lensmandens og kongens residens i byen, og blev omdøbt til Odensegård.

### Rigdom og Renæssance
Det er fra denne opgangsperiode i 1500- og 1600-tallet, at mange af de flotte gårde langs Nørregade, Overgade og Nedergade kendes, fx Møntergården. Oluf Bager og Hans Mule var nogle af de rigeste købmænd i Odense, og ejede vidtstrakte ejendomme både i byen og uden for. Oluf Bager skulle efter sigende have været så rig, at han fyrede med kanelbark og kongelige gældsbeviser – det er dog ikke helt sandt, men fortæller om et samfund med særdeles langt fra rig til fattig.
De rige købmænd var både den økonomiske og politiske elite, da de sad på mange af rådmands- og borgmesterposterne. Man arvede eller giftede sig ofte ind i bystyret. I løbet af perioden gik byrådet dog fra primært at bestå af købmænd, til også at inkludere den professionelle bureaukrater.
København var endnu ikke blevet fast hovedstad i riget, så større politiske begivenheder fandt også sted i Odense, midt i landet. En af de største begivenheder var lenshyldningen i maj 1580, hvor Frederik 2. knyttede de slesvigske hertugdømmer stærkere til riget og kongemagten. Byens indbyggertal blev næsten fordoblet under festlighederne, og man var nødt til at rive bygninger ned for at gøre Albani Torv så stor, at den kunne rumme festen. Desuden måtte man grave damme til friske fisk ved Odensegård og skabe staldplads til 2.000 heste.
Byens vækst oplevede omkring midten af det 17. århundrede flere knæk. Både landbrugs- og økonomiske kriser gjorde deres til, at der var dyrtid og nød, specielt i 1620'erne. Trods det blev Odense Gymnasium startet i 1623. Gymnasiet lå mellem Skt. Knuds Kirke og kloster, bygningen eksisterer stadig i dag.
Fattigdommen var så udbredt, at man januar 1633 fritog næsten tredive procent af byens husstande fra skat og skattetrykket steg voldsomt for dem der kunne betale. Den uro, der fulgte med den omfattende nød, forsøgte man at dæmpe med en ny fattigforordning i 1632-33, der centraliserede fattigforsorgen og gennemførte en tvungen fattigskat – tidligere havde man baseret sig på frivillige bidrag og folks "godhed".
Odense var som resten af landet berørt af svenskekrigene i 1640'erne og 1650'erne, og især i den sidste krig, hvor Fyn blev erobret, brandbeskattet og plyndret af de fjendtlige tropper, var byen hårdt ramt. En femtedel af boligerne stod tomme og forladte i 1661 efter besættelse, epidemier og nød. Byen havde en kæmpestor gæld, og det hjalp ikke, at handelen efter krigen havde svært ved at komme på fode igen.
Efter enevælden blev indført i 1660, blev København efterhånden så begunstiget, at resten af Danmarks byer stagnerede og mistede indflydelse. Skatterne steg, da Frederik 3. solgte det meste af sit krongods fra, og i stedet ville basere statens økonomi på faste skatter. Stigende skatter, faldende handel og dalende indflydelse gjorde, at Odense gik hårde år i møde.

## 1660 – 1803: Stilstand og stabilitet
De danske krige der fandt sted efter 1660 og frem til ca. 1800, foregik ikke på dansk eller fynsk territorium. Både Skånske Krig og Den Store Nordiske Krig kunne kun mærkes i Odense, som ekstraskatter og ikke som ødelæggende besættelser. Den lange fredsperiode der fulgte efter freden i 1720, bragte mere velstand til byen. Den mere stabile situation kunne også ses i befolkningstallet, der var i stadig, men stille, vækst. De eneste år, hvor der gennemførtes folketællinger er i 1769, hvor byens indbyggertal er oppe på 5.200, og i år 1787, hvor man når op på 5.536 indbyggere. Odense er dermed landets næststørste by. 

Enevælden styrkede fra København kontrollen med købstæderne kort efter magtovertagelsen i 1660. Med nye købstadsprivilegier (1661) og købstadsforordningen af 1682, professionaliseredes administrationen i Odense. 1700-tallets Odense stod i skyggen af det næsten tyve gange større København, men kan alligevel betegnes som en lille storby med et pulserende liv, og flere store institutioner. 
 
Domkirken og gymnasiet tiltrak mange gejstlige, en af dem var Thomas Kingo, der var biskop i Odense fra 1677-1703 og havde eget bogtrykkeri. Den tidligere bispegård blev i 1716 indrettet af Karen Brahe til et adeligt jomfrukloster, hvor otte jomfruer af god dansk adel kunne bo. 
Odense Slot blev kraftigt udbygget i 1720 med den nuværende hvide hovedbygning, så slottet – på anstændig vis – kunne huse gennemrejsende konger. Den 12. oktober 1730 døde Frederik 4. på Odense Slot under en gennemrejse. 
Odenses placering som gennemrejsningssted gjorde også at mange prominente gæster på vej til København, lagde vejen forbi – deriblandt Peter den Store i 1716.
I den anden ende af den sociale skala optog Gråbrødre Hospital fattige og værdigt trængende fra hele Fyn, og fra stiftamtmandens kontor blev der ført tilsyn med alle de fynske købstæder. Overvågningen af Odense selv, blev i 1762 lettet af den første gadebelysning. 
I den senere halvdel af 1700-tallet bliver Odense Kanal og Odense Havn gravet ud, og det åbner nye muligheder for byen. Havneforholdene har for Odense været problematiske siden middelalderen, så kanalen var et kvantespring fremad og indvarslede en ny periode i byens historie, industrialiseringen.
Den fem kilometer lange kanal blev gravet ud med håndkraft på initiativ af amtmand Friedrich von Buchwald. Det tog otte år, og yachten Neptunus kunne som det første skib sejle ind i Odense Havn den 7. oktober 1803. 

### Handel og industri
For at hjælpe væksten på vej og dermed blive mindre afhængig af import, forsøgte man fra København, at opelske flere fabrikker i Odense. Odense Tugthus blev anlagt i 1752, og skulle udnytte den arbejdskraft tiggere, arbejdsløse og fattige lå inde med. Tugthuset skulle således lære folk flittighed, samtidig med, at det bekæmpede fattigdommen.
Derudover forsøgte man i 1756 at flytte hele Anton Hübners 400 mand store væveri fra Wiesbaden i Tyskland til Odense. Det private initiativ trivedes også, og både et sukkerraffinaderi (1751) og et sæbesyderi (1753) blev etableret. Odense havde stærke handske- og skomagerlav. En af de rigeste Odenseanere var fx købmanden Johan Matthias Lahn, der eksporterede de eftertragtede Odensehandsker til store dele af Europa. Selvom nogle af virksomhederne blev levedygtige, så var de ikke omfattende nok til at fremkalde vækst for hele bysamfundet, og 1700-tallets Odense stod generelt relativt stille.
Det ændrede den nybyggede kanal langsomt – men sikkert – på. 

### Oplysning og brydningstid
Selv om byen stod relativt stille økonomisk i 1700-tallet, var der flere tegn på opbrud. Borgerskabet markerede sig i stigende grad i kulturelt i Odense. Den første regelmæssige avis fik Fyn i 1772 med De Kgl. allernaadigst priviligerede Odense Adresse-Contoirs Efterretninger – avisen blev siden hen til Fyens Stiftstidende. Avisen fik dog en konkurrent med Christian Iversens avis fra 1780, først kendt som Fyens Stifts Journal og Efterretninger fra begge Belterne. Aviserne nærede et voldsomt, næsten dødeligt fjendskab til hinanden. Tidsskrifter og lånebiblioteker (1777) blev også etableret, helt i tråd med tidens tanker om oplysning.
Odenses borgerskab samledes i foreninger og klubber. Frimurerordenen Sct. Knud til den gyldne Lindorm blev oprettet i 1765, og Klubben – senere Den Nissenske Klub og Odense Klubben – blev stiftet i 1780. Det første teater uden for København var Odense Teater der slog dørene op første gang i 1795.

## 1803-1940: Industribyen
Den tidlige industrialisering gik så småt i gang i de første årtier i 1800-tallet, selv om udviklingen stagnerede med Københavns bombardement i 1807, og statsbankerotten i 1813. Under Napoleonskrigene var bl.a. spanske og franske soldater indkvarteret i byen. En henrettelse af en spansk soldat i Odense var en af Hans Christian Andersens første erindringer. Han blev født i 1805 og er vel Odenses mest berømte bysbarn, trods at han flyttede til København i 1819.
Efter Napoleonskrigene og tabet af Norge, blev Norges statholder, den senere Christian 8., sat til at styre Fyn som guvernør i årene 1816-1839. Han var for populær til at have gående i København og fik Odense Slot som residens i stedet. Guvernementet bestod indtil 1848, og Frederik 7. nåede også at prøve bestallingen i årene 1840-48. Kronprinsernes tilstedeværelse i Odense gjorde at byen blev kaldt Det lille København.
Der var flere store politiske begivenheder i løbet af 1800-tallet, der greb ind i odenseanernes hverdag. Indførelsen af demokrati med junigrundloven førte til udbredt festivitas. Demokratiet øgede på sigt selvbestemmelsen i byerne, og sammen med købstadsreformerne af 1837 og 1868 fik byerne mere moderne kommunestyre. Den første valgte borgmester kom dog først i 1919.
Under Treårskrigen og 2. Slesvigske Krig var Odense, pga. beliggenheden tæt på krigsskuepladserne, fyldt med sårede soldater og kampklart militær.
Kulturelt rykkede Odense fremad efter midten af 1800-tallet. Det første museum kom i 1860, flere biblioteker så dagens lys og byens borgerskab kunne have selskabeligt samvær i teateret, Odense Klubben, i Fruens Bøge eller i læseforeningen.

### Byen vokser
Fra 1787 til 1868 mere end tredobledes befolkningen, og langt flere kom til at arbejde med industri og håndværk. Odenses sammensætning ændrede sig: fra at være en administrations- og garnisonsby, udviklede byen sig til en moderne industriby med rygende skorstene.
Byens ekspansion begyndte for alvor i 1840'erne, hvor byggeriet bredte sig ud over de grænser, der havde defineret Odense siden middelalderen. Byen voksede kraftigere og kraftigere, og det førte til at byportene blev revet ned i 1851, for at give plads til yderligere vækst. Faldet af de gamle porte bekræftede for byens borgere at man gik ind i en ny tid. Portene var ikke det eneste der faldt. Hævdvundne traditioner som lavsvæsenet blev erstattet med næringsfrihed i 1857, hvilket skabte grobund for friere erhvervsudfoldelse.
Odenses første jernstøberi var M.P. Allerups, der åbnede i 1836 og producerede Danmarks første støbejernsbro, Frederiksbroen, i 1844. Odenses første dampmaskine blev installeret i Skt. Knuds-klosterets gamle bygninger i 1839. Byen var med på beatet, og Danmarks første gasværk og vandværk blev begge grundlagt i Odense i 1853. Jernbanen over Fyn åbnede i 1865, og var en vigtig faktor i byens udvikling. Odense udviklede sig til Danmarks næststørste industriby, med mange forskellige typer virksomheder, fx Brandts Klædefabrik fra 1850 og Albanibryggeriet fra 1859.
De nye fabrikker krævede naturligvis arbejdere, og byen blev kraftigt udvidet med anlæggelsen af Kongensgade, Albanikvarteret og Vesterbro-området. 
De mere velhavende forlod til gengæld den indre by, og trak mod syd, og villakvarteret Hunderup opstod. Industrien trak derimod nordpå, mod havnen og jernbanen, hvor transportmulighederne var bedre.
Odense fik offentlig elforsyning i 1891, som nummer to i Danmark efter Køge. Elektricitetens profil i byen blev yderligere styrket af en af Odenses største virksomheder, Thrige fra 1894, navngivet efter grunlæggeren Thomas B. Thrige. Virksomheden startede i en baggård i Kongensgade, hvor Thrige sideløbende med elinstallationsarbejde reparerede cykler. Efterhånden voksede virksomheden, og Thrige opførte en ny fabrik på Tolderlundsvej i 1898, hvor der blev produceret elmotorer og dynamoer. Omkring 1918 begyndte han at fremstille benzindrevne lastvogne og busser, nemlig de såkaldte Triangel-busser.
Lige efter første verdenskrig blev Odense Staalskibsværft grundlagt af rederiet A.P. Møller ved Odense Kanal, hvor det lå indtil slutningen af 1950'erne. Værftet oplevede kapacitetsproblemer, og blev derefter flyttet uden for byen til området omkring Lindø ved Munkebo. Her virkede værftet dels som områdets største arbejdsplads, dels som forsknings- og udviklingsvirksomhed inden for skibsbygning, og kunne på den måde klare sig i den stadigt stigende konkurrence fra værfter i Sydøstasien - primært Singapore og Korea. I mange år herskede en anekdote om, at Lindø Værftet ikke ville blive nedlagt før skibsreder Mærsk McKinney-Møller døde, en anekdote som næsten kom til at holde stik.
De nu talrige industriarbejdere begyndte også at organisere sig, og den første fællesorganisation blev dannet i 1885 under navnet Arbejdernes Fællesorganisation. Fagforeningsaktiviteten var stærk, og der var i mellemkrigstiden flere strejker – specielt da fællesorganisation var under ledelse af syndikalisterne 1920-21. Uroen manifesterede sig i slaget på Ladesporet, hvor fagbevægelsen stødte sammen med politiet under en lockout. I 1937 blev den første socialdemokratiske borgmester valgt, Vilhelm Werner. Werner var en stærk og afholdt borgmester indtil 1958, og han formåede at holde sammen på byen under besættelsen.

## 1940-1945: Besættelsen
Der var ingen kampe i Odense den 9. april 1940, og selve det tyske indtog forløb roligt. De tyske officerer blev indkvarteret på byens finere hoteller, og de menige på Garnisonssygehuset i Albanigade. Efter nogle uger fik de tyske soldater stillet Odense Kaserne og Vestre Skole til rådighed, hvor de flyttede ind. Dagligdagen blev hurtigt præget af besættelsen, med bl.a. mørklægning, rationering og benzinmangel. ”Nationalbølgen” ramte også Odense sommeren 1940, og der blev foranstaltet algang og alsang. 
De første spæde tegn på en modstandsvilje, var unges sabotage af de tyske vejskilte, der ledte til V. Holm Jensen, en automobilforhandler, der reparerede tyskernes motorkøretøjer. Der blev udsendt illegale blade, både de landsdækkende, som f.eks. Frit Danmark og Land og Folk, men også det største lokale illegale blad, nemlig Trods Alt.
Senere kom der kraftigere modstand, og tyske telefonledninger blev klippet over, og bil- og cykeldæk blev skåret op. I starten af krigen var den brede befolkning imod sabotagen, men det vendte, som den tyske krigslykke efterhånden løb ud i sandet. Modstanden udviklede sig, og i 1942 begyndte den virkelige sabotage. På Søndre Boulevard blev en tysk garage brændt ned med en brandbombe, og et pakhus med blandt andre dele til tyske ubåde blev også brændt ned.
I 1943 blev modstanden igen intensiveret. Virksomheder der samarbejdede med tyskerne blev ramt af sabotage, og stikkerlikvideringer tog til. Tyskerne gjorde gengæld for sabotagen med schalburgtage og clearingmord. Som en af de største schalburgtageaktioner kan nævnes sprængningen af Odinstårnet, Odenses vartegn, den 14. maj 1944.
Danske modstandsgrupper sprængte den 28. juli 1943 hul i siden på det tyske minelæggerskib Linz, der skulle repareres ved Odense Staalskibsværft. Besættelsesmagten krævede, at arbejdet på værftet skulle gå videre – men under bevogtning. Arbejderne strejkede og uroen bredte sig som ringe i vandet. Der blev indført udgangsforbud 19. august, men det blev ikke respekteret af den utilfredse befolkning. Augustoprøret var i gang.
Der var voldsom uro i gaderne, danskerne kastede sten mod de tyske soldater, og tyske soldater stak og skød ind i folkemængderne, hvilket ikke dæmpede gemytterne.
Tyskerne imødekom efterhånden de vigtigste af de strejkendes krav, og fra tirsdag den 24. august blev der igen arbejdet normalt i Odense. Men sabotagen fortsatte og den 29. august 1943, kom det endelige brud på samarbejdspolitikken. 
Augusturolighederne og strejken i Odense var med til at fremprovokere det endelige brud med samarbejdspolitikken, som kom den 29. august. Den 29. august 1943 blev der indført undtagelsestilstand, og dansk militær og politi blev interneret. Det kom til kampe mellem dansk og tysk militær, og en dansk soldat blev dræbt. Oprøret var en af de faktorer, der gjorde at Danmark blev regnet med til De Allierede efter befrielsen.
Den 17. april 1945 blev Husmandsskolen, Gestapos hovedkvarter, bombet og ødelagt af engelske bombemaskiner.
Den 4. maj kapitulerede Tysklands styrker i Danmark. Mørklægningsgardinerne blev revet ud af vinduerne, og der var fest i gaderne. Kapitulationen trådte først officielt i kraft den 5. maj, og den morgen arresterede modstandsbevægelsen tyskernes hjælpere, værnemagere og danske nazister. De tyske tropper holdt sig på kasernen, men ud på eftermiddagen åbnede nogle medlemmer af HIPO-korpset ild mod modstandsbevægelsen, og en SS-afdeling gjorde det samme. Der var kampe flere steder i byen, og først efter nogle timer fik Fynsledelsen af modstandsbevægelsen overtalt tyskerne til at standse kampen, men da havde 23 danskere allerede mistet livet.

## 1945 – nu: Fra industri- til vidensby
Odense er siden anden verdenskrig vokset markant. Mange byggeprojekter både inde i den gamle by og uden for bygrænserne har ændret byens rum markant, og byen er gået fra at være en industriby, til at være en service- og universitetsby.
Industrien fik mindre og mindre betydning for Odense, og det prægede også bybilledet, når mange af de gamle virksomheder blev afhændet, stoppede produktionen eller flyttede udenlands. De største arbejdspladser er nu Odense Universitetshospital og Syddansk Universitet. Med flytningen af sygehuset de kommende år, samt med udbygningerne af universitet, vil byudviklingen trække mod syd.
Byomdannelsen Fra Gade til By af Thomas B. Thriges Gade vil forsøge at etablere en ny bydel med letbane, boliger og erhverv midt i Odense, ved at inddrage en af de mest befærdede gennemfartsveje, og omdanne den til tæt bebyggelse. Samtidig vil man udbygge ringevejene, bl.a. med Odins Bro over Odense Kanal, hvorved byens nordvestlige og nordøstlige dele forbindes med hinanden.
Politisk blæste der også nye vinde i Odense efter årtusindskiftet. Efter at have haft borgmesterposten uafbrudt siden 1937, måtte Socialdemokraternes borgmester gennem tolv år, Anker Boye, i 2005 aflevere borgmesterkæden til sin konservative rival, den tidligere amtsborgmester Jan Boye (1962-2011). Anker Boye kunne ved valget i 2009 generobre borgmesterposten.

### I Odenses skygge
Ved kommunalreformen i 1970 blev Odense lagt sammen med de omkringliggende sognekommuner, og voksede dermed markant både i størrelse og befolkning. I dag har Odense langsomt slugt de omkringliggende landsbyer, der er blevet til nye bydele, blandt andet området omkring Skt. Klemens, hvor et helt parcelhus- og villakvarter er opstået i løbet af 1960'erne og 1970'erne, hvor der tidligere kun var en lille landsby.
I 1960'erne og 1970'erne var Odense præget af flere byggerier, blandt andet bygningen af Vollsmosekvarteret, et stort boligområde i den østlige ende af byen, der skulle være den nye ideelle grønne bydel. Bydelen er i dag mere kendt for flere store konflikter og den store koncentration af beboere med anden etnisk herkomst end dansk.
Der har været et fokus på at udvikle Odenses sydlige del, fx med Rosengårdcentret, Danmarks næststørste butikscenter, der blev indviet i 1971. Et af de større boligprojekter var bydelen Blangstedgård, der blev tegnet efter en storstilet arkitektkonkurrence i 1988, under fejringen af 1000-års jubilæet. 
Væksten sydpå har også været hjulpet af den Fynske Motorvej, der åbnede midt i 1980'erne. I 1990'erne samt omkring og efter årtusindskiftet gik etableringen af Tietgenbyen i gang, et nyt erhvervskvarter uden for byen og tæt på motorvejen, der skal trække flere virksomheder til.

### Byomdannelser
Det var ikke kun i Odenses udkant der blev bygget. En af de mest radikale ændringer af Odense nogensinde var gadegennembruddet i 1960'erne, hvor Thomas B. Thriges Gade pløjede sig igennem Odenses historiske midte. Da mange arbejdspladser lå nord for byen og jernbanen, var der et stort transportproblem i at få folk frem til fabrikkerne og havnen – hvilket Thomas B. Thrige Gade var løsningen på. Man har ikke samme trafikale problem længere, derfor indgik Odense Kommune i 2010 en aftale om at omdanne området til en ny bydel. I 2012 blev vinderen af arkitektkonkurrence offentliggjort. Man regner med, at bydelen skal stå færdig i 2020.
H.C. Andersen-kvarteret, en ældre del af byen, blev restaureret, og den gamle tøjfabrik, Brandts Klædefabrik, omdannet fra fabrik til centrum i et nyt kvarter med blandt andre museer, butikker og små virksomheder. Genanvendelser af gamle industribygninger er der flere eksempler på i Odense, bl.a. TV 2s indtog i Kvægtorvet, eller Bazar Fyns brug af Thriges gamle fabrikker.
Gågadenettets første del blev indviet i 1969, hvor Vestergade blev omdannet til bilfri vej. Senere er Kongensgade også blevet omdannet, samt flere mindre sidegader til de to hovedstrøg. Gågadenettet er i hård konkurrence med Rosengårdcenteret.
Odense Havn gennemgik en samtidig en transformation fra erhvervshavn til også at rumme beboelse, og mindre forretninger. Havneomdannelsen er et prestigeprojekt, og inkluderede i lang tid ideen om et vandkulturhus på Byens Ø, men denne blev droppet.